# Савчук, Мария Нефедьевна
Мария Нефедьевна Савчук (12 марта 1930, Долина — 23 февраля 2023, Сахалин) — доярка совхоза «Южно-Сахалинский» Анивского района Сахалинской области, Герой Социалистического Труда. 

## Биография
Родилась 12 марта 1930 года в деревне Долина Хвастовичского района Брянского округа Западной (ныне Калужской) области.
Член КПСС с 1966 года.
Во время Великой Отечественной войны в 1942 году вместе с матерью и младшей сестрой была угнана в Германию в город Райхинберг, В 1945 году после освобождения Красной Армией, вернулись в разоренную деревню, которая оказалась сожжённой и разрушенной, и было принято решение ехать на Сахалин по вербовке.
С 1946 года Мария жила в селе Троицкое Анивского района и работала дояркой в колхозе «Победа» (в 1958 году вошёл в состав совхоза «Южно-Сахалинский», с 1961 года село Троицкое стало его центральной усадьбой). Одной из первых в области освоила доильную установку «Елочка».
В 1966 году получила от каждой коровы своей группы 3100 килограммов молока (в среднем).
По итогам семилетки (1959—1965) и пятилетки (1966—1970) награждена орденами «Знак Почёта» (22.03.1966) и Октябрьской революции (08.04.1971).
После введения в строй механизированного животноводческого комплекса обслуживала 50 коров. В 1972 году получила от каждой из них по 4700 килограммов молока (в среднем).
Указом Президиума Верховного Совета СССР от 6 сентября 1973 года за большие успехи, достигнутые во Всесоюзном социалистическом соревновании и проявленную трудовую доблесть в выполнении принятых обязательств по увеличению производства и заготовок продуктов животноводства в зимний период 1972—1973 годов, присвоено звание Героя Социалистического Труда с вручением ордена Ленина и золотой медали «Серп и Молот».
Избиралась депутатом Сахалинского областного и Троицкого сельского Советов депутатов, членом Сахалинского обкома КПСС.
С 1987 года на пенсии. Проживала в селе Троицкое Анивского района.
Умерла 23 февраля 2023 года.
Автор книжки:
- Дело чести : [Рассказ мастера машин. доения совхоза "Южно-Сахалинский"] / М. Н. Савчук; [Лит. запись В. Ильгова]. - Южно-Сахалинск : Дальневост. кн. изд-во : Сахал. отд-ние, 1980. - 31 с. : ил.; 14 см.